# بيتر سيجال
بيتر سيجال (بالإنجليزية: Peter Segal)‏ (ولد 1964) هو مخرج أمريكي، أخرج عدة أفلام منها جيت سمارت وأطول يارد.

## روابط خارجية
- بيتر سيجال على موقع IMDb (الإنجليزية)
- بيتر سيجال على موقع روتن توميتوز (الإنجليزية)
- بيتر سيجال على موقع ألو سيني (الفرنسية)
- بيتر سيجال على موقع ميوزك برينز (الإنجليزية)
- بيتر سيجال على موقع أول موفي (الإنجليزية)
- بيتر سيجال على موقع بوكس أوفيس موجو (الإنجليزية)
- بيتر سيجال على موقع قاعدة بيانات الأفلام السويدية (السويدية)
- بيتر سيجال على موقع إن إن دي بي (الإنجليزية)
- بيتر سيجال على موقع ديسكوغز (الإنجليزية)
- بيتر سيجال على موقع قاعدة بيانات الفيلم (الإنجليزية)